# Циластатин
Циластатин пригнічує людський фермент дегідропептидазу. 

## Використання
Дегідропептидаза - це фермент, який міститься в нирках і відповідає за розщеплення антибіотика іміпенему. Тому циластатин призначають внутрішньовенно з іміпенемом, щоб захистити його від деградації, продовжуючи його антибактеріальну дію.
Іміпенем сам по собі є ефективним антибіотиком, і його можна призначати без циластатину. Сам циластатин не має протибактеріальної активності, хоча було доведено, що він активний щодо цинкзалежної бета-лактамази, яка зазвичай надає антибіотикорезистентність деяким бактеріям, зокрема, до сімейства антибіотиків карбапенему . Ця властивість зумовлена фізико-хімічною схожістю між мембранною дипептидазою (МДП), та бактеріальною метало-бета-лактамазою, що кодується геном CphA. Ця комбінація збільшує ефективність антибіотика, змінюючи його фармакокінетику. Таким чином, іміпенем/циластатин, як і амоксицилін/клавуланова кислота, є поширеним комбінованим продуктом.